# Aws ibn Thalaba
Aws ibn Thalaba ibn Zufar ibn Wadia fou un governador àrab del Khurasan. Era membre de la tribu Taym Allah ibn Thalaba. Va destacar també com a poeta.
Fou un dels dos governadors que reclamaven la legalitat al Khurasan durant la guerra civil (vers 883-884) i va defensar de manera valenta Herat contra les tropes de Mússab ibn az-Zubayr, comandades per l'altre governador, Abd-Al·lah ibn Khàzim. Amb l'únic suport dels membres de la tribu Bakr ibn Wàïl va resistir un any fins que Herat fou conquerida.